# Karel Večeřa
Karel Večeřa (* 9. Oktober 1955 in Ivančice) ist ein ehemaliger  tschechischer Fußballspieler und jetziger Fußballtrainer.

## Spieler
Večeřa begann mit dem Fußballspielen im Alter von sechs Jahren bei FC Zbrojovka Brno und durchlief alle Jugendmannschaften. Mit 18 Jahren debütierte der Abwehrspieler für die Brünner in der ersten tschechoslowakischen Liga. Wenige Monate später zog er sich eine Knöchelverletzung zu, musste sechs Monate pausieren und setzte sich in der starken Konkurrenz nicht mehr durch. Er wurde an den Zweitligisten KPS Brno ausgeliehen, in der Saison 1978/79 absolvierte er seinen Wehrdienst bei Dukla Tábor. Anschließend kehrte er zu Zbrojovka zurück, schaffte es aber erneut nicht in die Stammelf. Abermals wurde Večeřa ausgeliehen, diesmal an den Zweitligisten VP Frýdek-Místek. Er kehrte noch einmal kurz zu seinem Stammverein zurück, seine Laufbahn beendete er schon mit 26 Jahren bei KPS Brno.

## Trainer
Večeřa trainierte ab 1983 zunächst die F-Jugend, später die C-Jugend von FC Zbrojovka Brno. Nach nur einer Saison wechselte er den Verein und betreute die B-Jugend von KPS Brno. Von 1986 bis 1988 war er für die tschechische U14-Auswahl verantwortlich. 1992 kehrte er zu seinem alten, zwischenzeitlich von Zbrojovka in FC Boby Brno umbenannten Klub zurück und trainierte die A-Jugend des Vereins. Nach einer Saison wechselte er auf den Posten des Assistenztrainers der Profimannschaft.
Als nach wenigen Monaten der Spielzeit 1993/94 Cheftrainer Vladimír Táborský entlassen wurde, bekam Večeřa seine Chance. Im Sommer 1994 wurde er mit der Verpflichtung von Petr Uličný wieder Co-Trainer. Erst 1996 wurde Večeřa hauptverantwortlicher Coach. Nach einem vierten und einem zehnten Platz wurde er nach zwei Auftaktniederlagen zu Beginn der Saison 1998/99 entlassen.
Am Ende der gleichen Saison übernahm Večeřa Petra Drnovice. In der folgenden Saison führte er Drnovice auf den dritten Platz, es war die beste Platzierung in der Vereinsgeschichte. Im Jahr darauf wurde die Mannschaft Siebter, doch finanzielle Probleme ließen kaum eine Perspektive vermuten. Večeřa kehrte nach Brünn zurück und führte das Team auf einen achten und einen neunten Platz. Nach der Hinrunde der Saison 2003/04 wurde er entlassen, obwohl die Mannschaften auf Rang neun stand.
Im Sommer 2004 wurde Večeřa Trainer des Zweitligisten FC Vysočina Jihlava, den er sogleich in die Gambrinus Liga führte. Allerdings stieg die Mannschaft sofort wieder ab. Večeřa wechselte daraufhin zum FC Baník Ostrava, mit dem er 2006/07 Platz sieben erreichte.